# Distretto di Cėnhėr
Il distretto di Cėnhėr è uno dei diciannove distretti (sum) in cui è suddivisa la provincia dell'Arhangaj, in Mongolia. Conta una popolazione di 5.414 abitanti (censimento 2009).